# Tom de Vree
Tom de Vree (* 1939) ist ein niederländischer Musikpädagoge, Dirigent und Komponist.

## Leben
De Vree studierte am Rotterdams Conservatorium, am Brabants Conservatorium und an der Hochschule der Künste Berlin Violine, Komposition und Orchesterleitung. Er leitete zwanzig Jahre lang ein eigenes Orchester und komponierte Kammermusikwerke, Lieder, Schauspielmusiken und eine Sinfonie. 
Von 1959 bis 1981 unterrichtete er an der Hogeschool voor Muziek en Dans in Rotterdam und leitete dort ab 1969 die Abteilung für Streichinstrumente. Von 1972 bis zu seiner Pensionierung gab er als Dozent am Brabants Conservatorium Vorlesungen zur Didaktik des Musikunterrichts. Er befasste sich mit dem 1963 in Rotterdam eingeführten Gruppenunterricht nach amerikanischem Vorbild und verfasste hierfür zahlreiche Unterrichtsmaterialien. Als der Gruppenunterricht zunehmend auch an anderen Musikschulen eingeführt wurde, gab er hierfür Vorträge und Seminare teils mit praktischen Vorführungen in den Niederlanden, Belgien und Deutschland.

## Schriften
- Über das Unterrichten. Die Didaktik des instrumentalen und vokalen Musikunterrichts
- Über das Üben. Ein Leitfaden für Musikstudenten, Musikschullehrer und deren Schüler
- Practicing music: guidelines for students and teachers